# Trematochampsidae
Los trematocámpsidos (Trematochampsidae) son una familia extinta de crocodilomorfos mesoeucrocodilianos. Sus fósiles se han encontrado en Madagascar, Marruecos, Níger, Argentina y Brasil (en el caso de Caririsuchus, donde algunos especímenes han sido hallados en el Miembro Romualdo de la formación Santana). Posibles trematocámpsidos han sido hallados en España y Francia, pero su clasificación más allá del nivel de familia está sin determinar. Los trematocámpsidos aparecieron inicialmente durante la época del Barremiense del Cretácico Inferior y se extinguieron a finales del Maastrichtiense en el Cretácico Superior.

## Descripción
Los trematocámpsidos tenían hocicos altos y dientes de estructura zifodonta. La dentición difiere de la de otros crocodilianos en que los dientes son recurvados, aserrados y comprimidos lateralmente. Estas pueden haber sido adaptaciones a un estilo de vida terrestre o al menos semiterrestre ya que los dientes están bien conformados para cortar y desgarrar las presas, en lugar de capturarlas y sostenerlas debajo del agua. A pesar de ello, se presume que muchos trematocámpsidos eran acuáticos.

## Taxonomía
Ha existido mucha controversia acerca de la filogenia de la familia, y la monofilia del grupo ha sido cuestionada. Las relaciones de los taxones dentro de la familia son muy mal entendidas. Muchos crocodilomorfos como Mahajangasuchus, Bergisuchus, Iberosuchus e Itasuchus fueron originalmente asignados a Trematochapsidae pero desde entonces han sido asignados a la familia Sebecidae o situados en sus propias familias. Los sebecosuquios del Neógeno de Europa han sido reclasificados como trematocámpsidos pero recientemente se ha apoyado nuevamente su clasificación original como verdaderos sebecosuquios.